# 河田雄祐
河田 雄祐（かわだ ゆうすけ、1967年12月22日 - ）は、東京都練馬区出身の元プロ野球選手（外野手）、コーチ。

## 経歴

### 現役時代
帝京高3年時、第57回選抜大会に出場。主将、先頭打者としてチームを牽引し、準優勝に輝く。同級生に小林昭則（元ロッテオリオンズ）、1年後輩にプロでもチームメートとなる奈良原浩がいた。
1985年のプロ野球ドラフト会議にて広島東洋カープから3位指名を受けて入団。
1987年と1990年にウエスタン・リーグで盗塁王を獲得。同年にプロ入り5年目で一軍初出場を果たした。
1994年、プロ入り9年目にお立ち台に初めて立った。同年5月18日、読売ジャイアンツの槙原寛己が広島戦で完全試合を達成した試合では、9回表の先頭打者として代打で出場し、あわやヒットかというセンターフライに打ち取られている。
1995年、俊足強肩の外野手として主に代打や守備要員として出場。シーズン終了後に野々垣武志との交換トレードで西武ライオンズへ移籍。背番号は35。
東尾修の監督時の1997年と1998年のリーグ連覇では堅実なプレーで「スーパーサブ」と呼ばれ、一軍定着し優勝に貢献し、ヤクルトスワローズとの1997年の日本シリーズ第2戦（西武ドーム）では田畑一也からシリーズを通してチーム唯一となる3ラン本塁打を放つなど活躍した。
1998年、背番号を0に変更した。
1999年、4月3日の福岡ダイエーホークス（西武ドーム）との開幕戦で両者無得点で迎えた9回二死満塁の打席で山田勉から一塁へのサヨナラ内野安打を放った。
2002年、シーズン限りで現役を引退。

### 引退後

#### 西武ライオンズ・埼玉西武ライオンズ
2003年、西武ライオンズの一軍打撃コーチ補佐に就任した。背番号は70。
2004年、西武ライオンズの二軍外野守備走塁コーチに配置転換された。ベースコーチとして、6年間は三塁担当と一塁担当を交互にこなした。
2010年、埼玉西武ライオンズの一軍外野守備走塁コーチに配置転換された。
西武コーチ時代は、監督を務めた渡辺久信や伊原春樹から評価されていたが、2015年限りで退団した。

#### 広島東洋カープ（第1期）

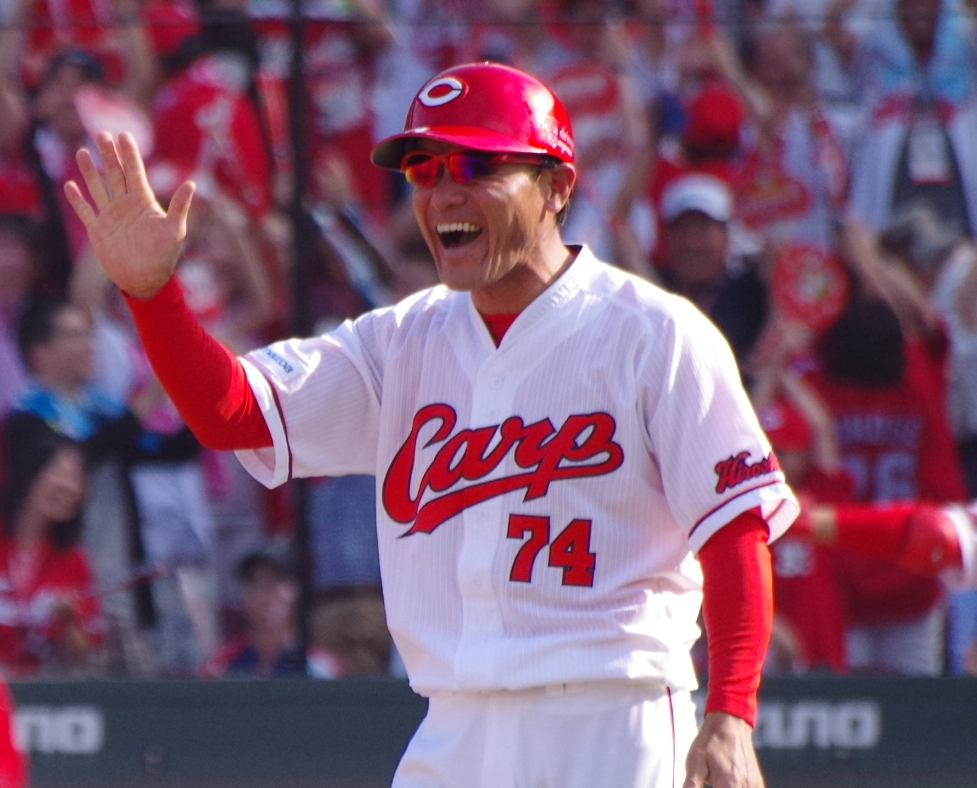
広島東洋カープ一軍外野守備走塁コーチ時代
（2016年6月18日 マツダスタジアム）

2016年、古巣の広島の一軍外野守備走塁コーチに就任した。背番号は74。2015年10月27日に就任会見が行われた。機動力野球復活の立役者と評され、盗塁数も80からリーグトップの118に増えた。
2017年、リーグ優勝2連覇に貢献したが、シーズン終了後に打撃コーチの石井琢朗と共に退団。

#### 東京ヤクルトスワローズ（第1期）

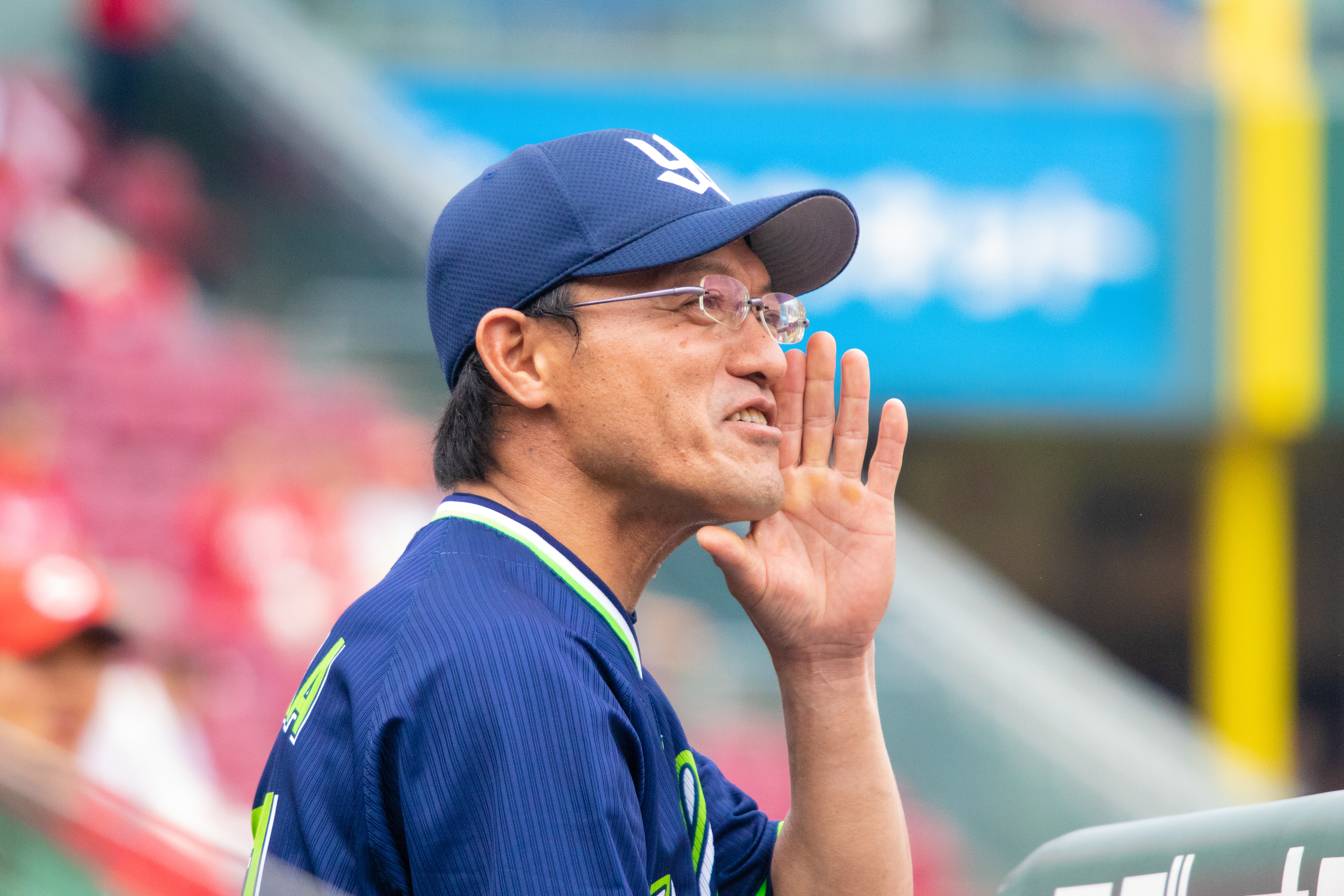
東京ヤクルトスワローズ一軍外野守備走塁コーチ時代
（2018年7月4日 マツダスタジアム）

2018年からは東京ヤクルトスワローズの一軍外野守備走塁コーチを務めた。背番号は71。
2020年、背番号を西武コーチ時代の70に変更。シーズン終了後に退団した。

#### 広島東洋カープ（第2期）
2021年シーズンから、広島の一軍ヘッドコーチを担当。背番号は79。2020年11月19日に就任会見が行われた。

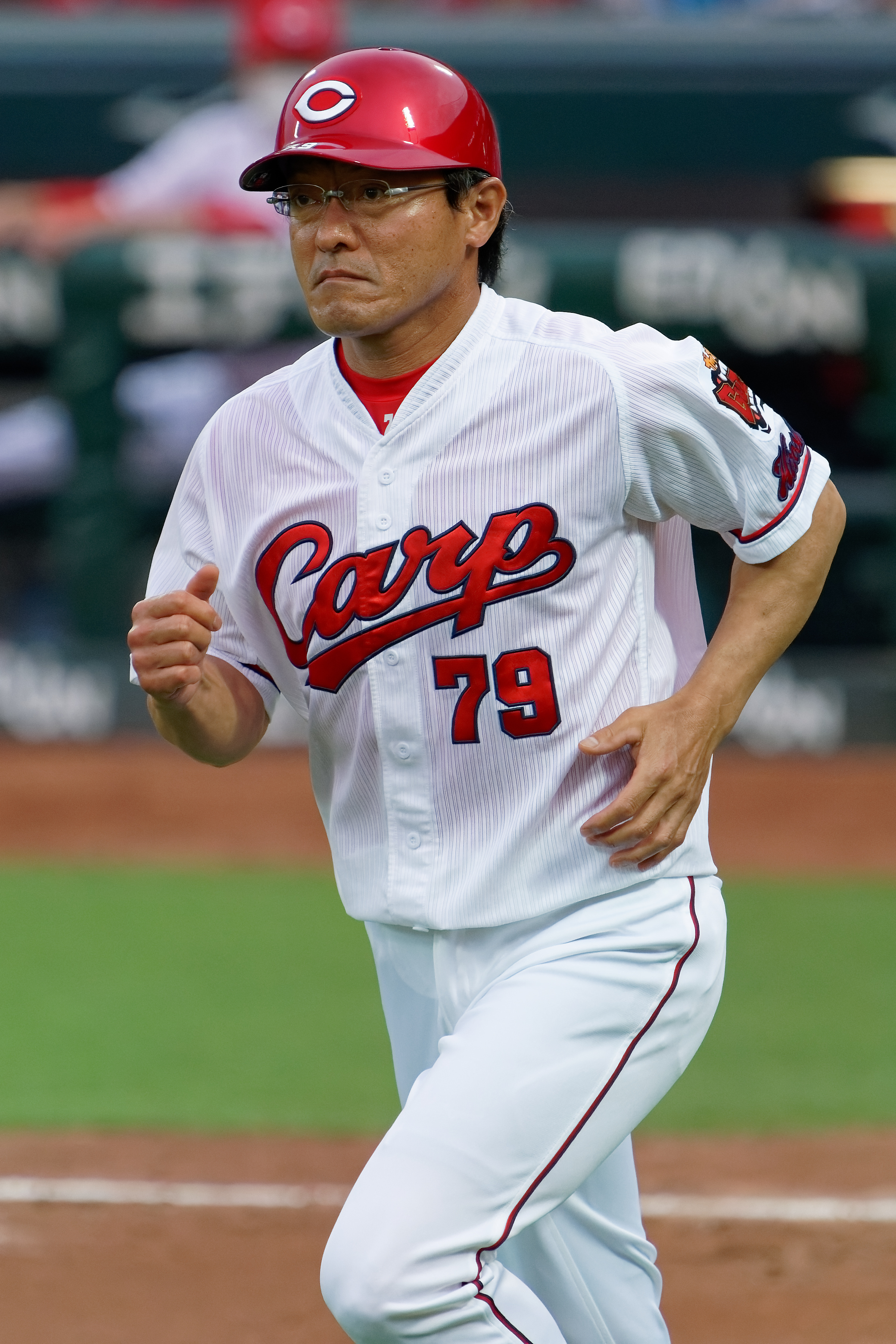
広島東洋カープ一軍ヘッドコーチ時代
（2022年7月13日 マツダスタジアム）

2021年は4位、2022年は5位と低迷し、2022年10月2日、2年連続で結果が出なかったして、辞任の意思を申し入れ了承されたことが、球団から発表された。

#### 東京ヤクルトスワローズ（第2期）
2022年11月1日、2023年シーズンからヤクルトの一軍外野守備コーチを務めることが発表された。背番号は70。2024年は二軍外野守備走塁コーチを務め、同年10月30日、契約満了に伴い球団より退団が発表された。

#### 横浜DeNAベイスターズ
2024年11月5日、横浜DeNAベイスターズより2025年シーズンからのコーチ契約を結ぶことが発表され、後日、一軍外野守備兼ベースコーチ兼野手コーチを務めることが発表された。背番号は74。

## 人物・エピソード
石橋貴明は帝京高校野球部の先輩で現在も交友関係があり、2011年には『とんねるずのみなさんのおかげでした』のオークションのコーナーに自らのサイン入りユニフォームを出品した（涌井秀章・菊池雄星らの出品物と合わせ計170万円で落札された）。
また2012年には『夢対決!とんねるずのスポーツ王は俺だ!スペシャル』（テレビ朝日系）の「リアル野球BAN」コーナーに「石橋JAPAN」の一員として出演、活躍もしたが、メガネをかけた風貌が妖怪人間ベムに似ているとして石橋にいじられ、番組中「早く人間になりたい」と何度も叫ぶ羽目になった。
ほかにも2017年のカープの優勝旅行の際、菊池涼介が"YUUSUKE"と名前が書かれたヤクルトのユニフォームを着て現れ、「河田さん、何しに来たんすか？」などと散々いじられたという。
2019年6月14日～16日のメットライフドームにおけるセ・パ交流戦埼玉西武ライオンズとの対戦時、ヤクルトのコーチとして試合前練習に臨んでいた際、突如「只今スワローズナインにノックしていますのは、河田雄祐コーチでございます。スタンドのお客様河田コーチの鋭い打球には十分ご注意下さい。それでは河田コーチの熱血ノックをお楽しみ下さいませ」のアナウンスが流れた。これはライオンズ場内アナウンス担当鈴木あずさによる「弄り」であり、元々は帝京高校の後輩である杉谷拳士に向けて行われていたものを、石井琢朗コーチからの提案により河田にも行われることになったためである。

## 詳細情報

### 年度別打撃成績
| 年 度      | 球 団      | 試 合 | 打 席 | 打 数 | 得 点 | 安 打 | 二 塁 打 | 三 塁 打 | 本 塁 打 | 塁 打 | 打 点 | 盗 塁 | 盗 塁 死 | 犠 打 | 犠 飛 | 四 球 | 敬 遠 | 死 球 | 三 振 | 併 殺 打 | 打 率 | 出 塁 率 | 長 打 率 | O P S |
| ---------- | ---------- | ----- | ----- | ----- | ----- | ----- | -------- | -------- | -------- | ----- | ----- | ----- | -------- | ----- | ----- | ----- | ----- | ----- | ----- | -------- | ----- | -------- | -------- | ----- |
| 1990       | 広島       | 17    | 1     | 1     | 1     | 0     | 0        | 0        | 0        | 0     | 0     | 1     | 1        | 0     | 0     | 0     | 0     | 0     | 0     | 0        | .000  | .000     | .000     | .000  |
| 1991       | 広島       | 9     | 1     | 1     | 2     | 0     | 0        | 0        | 0        | 0     | 0     | 1     | 0        | 0     | 0     | 0     | 0     | 0     | 0     | 0        | .000  | .000     | .000     | .000  |
| 1992       | 広島       | 37    | 20    | 17    | 6     | 3     | 0        | 0        | 0        | 3     | 0     | 6     | 0        | 1     | 0     | 2     | 0     | 0     | 4     | 0        | .176  | .263     | .176     | .440  |
| 1993       | 広島       | 25    | 24    | 21    | 4     | 6     | 0        | 1        | 0        | 8     | 3     | 1     | 0        | 3     | 0     | 0     | 0     | 0     | 5     | 0        | .286  | .286     | .381     | .667  |
| 1994       | 広島       | 78    | 106   | 91    | 21    | 24    | 6        | 0        | 2        | 36    | 11    | 5     | 3        | 2     | 0     | 13    | 0     | 0     | 21    | 2        | .264  | .356     | .396     | .751  |
| 1995       | 広島       | 71    | 126   | 110   | 16    | 18    | 2        | 1        | 2        | 28    | 10    | 5     | 0        | 0     | 0     | 15    | 0     | 1     | 35    | 0        | .164  | .270     | .255     | .524  |
| 1996       | 西武       | 72    | 111   | 99    | 15    | 24    | 4        | 0        | 1        | 31    | 11    | 8     | 3        | 8     | 0     | 4     | 0     | 0     | 17    | 1        | .242  | .272     | .313     | .585  |
| 1997       | 西武       | 69    | 93    | 79    | 16    | 16    | 3        | 1        | 0        | 21    | 4     | 13    | 2        | 3     | 1     | 10    | 0     | 0     | 19    | 0        | .203  | .289     | .266     | .555  |
| 1998       | 西武       | 77    | 86    | 65    | 14    | 16    | 2        | 1        | 0        | 20    | 3     | 8     | 4        | 8     | 1     | 12    | 0     | 0     | 12    | 0        | .246  | .359     | .308     | .667  |
| 1999       | 西武       | 50    | 55    | 44    | 14    | 12    | 0        | 2        | 0        | 16    | 2     | 3     | 1        | 0     | 0     | 11    | 0     | 0     | 11    | 0        | .273  | .418     | .364     | .782  |
| 2000       | 西武       | 31    | 53    | 41    | 12    | 11    | 0        | 2        | 1        | 18    | 6     | 1     | 1        | 6     | 0     | 6     | 0     | 0     | 13    | 0        | .268  | .362     | .439     | .801  |
| 2001       | 西武       | 32    | 45    | 36    | 2     | 6     | 0        | 0        | 0        | 6     | 0     | 1     | 0        | 1     | 0     | 7     | 0     | 1     | 5     | 2        | .167  | .318     | .167     | .485  |
| 2002       | 西武       | 6     | 9     | 9     | 1     | 1     | 1        | 0        | 0        | 2     | 0     | 0     | 0        | 0     | 0     | 0     | 0     | 0     | 3     | 0        | .111  | .111     | .222     | .333  |
| 通算：13年 | 通算：13年 | 574   | 730   | 614   | 124   | 137   | 18       | 8        | 6        | 189   | 50    | 53    | 15       | 32    | 2     | 80    | 0     | 2     | 145   | 5        | .223  | .314     | .308     | .622  |

### 記録
初記録
- 初出場：1990年8月16日、対中日ドラゴンズ21回戦（広島市民球場）、9回表にロデリック・アレンに代わり左翼手で出場
- 初盗塁：1990年10月2日、対横浜大洋ホエールズ26回戦（広島市民球場）、7回裏に二盗（投手：東瀬耕太郎、捕手：秋元宏作）
- 初安打：1992年6月2日、対阪神タイガース9回戦（岡山県野球場）、9回裏に望月一の代打で出場、中込伸から右前安打
- 初先発出場：1992年6月11日、対読売ジャイアンツ9回戦（広島市民球場）、7番・左翼手で先発出場
- 初打点：1993年5月23日、対横浜ベイスターズ9回戦（横浜スタジアム）、6回表に小桧山雅仁から適時打
- 初本塁打：1994年6月22日、対読売ジャイアンツ12回戦（東京ドーム）、8回表に木田優夫からソロ

### 背番号
- 50（1986年 - 1995年）
- 35（1996年[2] - 1997年）
- 0（1998年[5] - 2002年）
- 70（2003年[7] - 2015年、2020年[15]、2023年[21] - 2024年）
- 74（2016年[10] - 2017年、2025年[26] - ）
- 71（2018年[14] - 2019年）
- 79（2021年[17] - 2022年）